# Jatibanteng (plaats)
Jatibanteng is een bestuurslaag in het regentschap Situbondo van de provincie Oost-Java, Indonesië. Jatibanteng telt 4562 inwoners (volkstelling 2010).